# Comuna Pavlivka, Ceaplînka
Pavlivka (în ucraineană Павлівка) este o comună în raionul Ceaplînka, regiunea Herson, Ucraina, formată din satele Novovolodîmîrivka și Pavlivka (reședința).

## Demografie
Componența lingvistică a comunei Pavlivka
     Ucraineană (79,13%)
     Rusă (3,8%)
     Alte limbi (0,21%)
Conform recensământului din 2001, majoritatea populației comunei Pavlivka era vorbitoare de ucraineană (79,13%), existând în minoritate și vorbitori de rusă (3,8%).